# Guido von Matuschka-Greiffenclau
Guido Maria Graf von Matuschka, Freiherr von Greiffenclau, Freiherr von Toppolczan und Spaetgen, gen. Graf Matuschka-Greiffenclau (* 7. Mai 1847 in Hirschberg; † 11. September 1924 auf Schloss Vollrads) war ein deutscher Verwaltungsbeamter, Hofbeamter und Gutsbesitzer.

## Leben
Guido von Matuschka-Greiffenclau wurde geboren als Sohn des Weingutbesitzers und Parlamentariers Hugo Graf von Matuschka-Greiffenclau und der Sophie Reichsfreiin von Greiffenclau-Vollrads. Er studierte an der Rheinischen Friedrich-Wilhelms-Universität Bonn und der Friedrich-Wilhelms-Universität Berlin Rechts- und Kameralwissenschaften. 1868 wurde er Mitglied des Corps Borussia Bonn. Nach dem Referendariat war er Assessor am Stadtgericht Berlin und Regierungsassessor in Kassel. Er war Amtmann des Stadtkreises Wiesbaden, 1878/79 Verwalter des Landratsamtes im preußischen Kreis Gelnhausen (Stellvertreter des abwesenden Landrats) und von 1879 bis 1886 zunächst Landrat des Mainkreises und nach der Neuordnung der Kreise in der Provinz Hessen-Nassau vom 1. April 1886 bis 1894 Landrat des Landkreises Wiesbaden. Von 1894 bis 1898 war er zunächst Polizeidirektor und schließlich Polizeipräsident von Aachen. Während seiner Zeit in Aachen wohnte Graf Matuschka in der Villa Cassalette und war Mitglied im Club Aachener Casino. Anschließend ging er in den vorzeitigen Ruhestand und verbrachte seinen Lebensabend auf seinem Weingut im Rheingau.
Von Matuschka-Greiffenclau war Fideikommissbesitzer des Gutes Vollrads und Königlicher Kammerherr. Im Deutsch-Französischen Krieg, an dem er als Leutnant der Reserve teilnahm, wurde er bei St. Quentin verwundet. Er war verheiratet mit Klara Freiin von Oppenheim (1870–1959), Tochter des Bankiers Albert von Oppenheim. Sie hatten zwei Söhne und zwei Töchter, darunter den späteren hessischen Politiker Richard Graf Matuschka-Greiffenclau.